# Göndör István
Göndör István (Kőszegszerdahely, 1950. március 20. –) magyar politikus, országgyűlési képviselő, az MSZP frakcióvezető-helyettese.

## Életpályája
Az általános iskolát a Zala megyei Türjén, a középiskolát Budapesten az I. István Közgazdasági Technikumban végezte 1968-ban. Üzemgazdász-diplomáját a Pénzügyi és Számviteli Főiskola hallgatójaként szerezte 1971-ben. Ezt követően dolgozott a Közép-dunántúli Gázszolgáltató Vállalatnál, illetve a jogutód Kögáz Rt-nél. 1977. március 1-jétől tervgazdasági osztályvezető-helyettes, 1977. július 1-jétől osztályvezetőként dolgozott. Emellett a rendszerváltásig a magánszférában is dolgozott (többféle beosztásban).
1971-ben lépett be a Magyar Szocialista Munkáspártba, 1985-től munkahelyén alapszervezeti titkárként működött. Nagykanizsán a reformköri mozgalmak egyik szervezője lett. 1989 tavaszán részt vett a Zala megyei pártbizottság bürokratikus és diktatórikus vezetésének megszüntetésében, a demokratikus pártvezetés kiépítésében. 1989. október 6-án átlépett a Magyar Szocialista Pártba, aminek 1990-től 2003-ig a nagykanizsai szervezeti elnöke volt. 1990-94-ig a nagykanizsai önkormányzat képviselője volt.
1994-től folyamatosan az Országgyűlés tagjaként dolgozik, jelenleg, mint frakcióvezető-helyettes. 1994-ben, 2002-ben és 2006-ban a Zala megyei 2-es számú egyéni választókörzetből, 1998-ban pártja Zala megyei területi listájáról, míg 2010-ben pártja országos listájáról nyert mandátumot. Nős, három gyermeke és egy unokája van.